# حصادة البطاطا

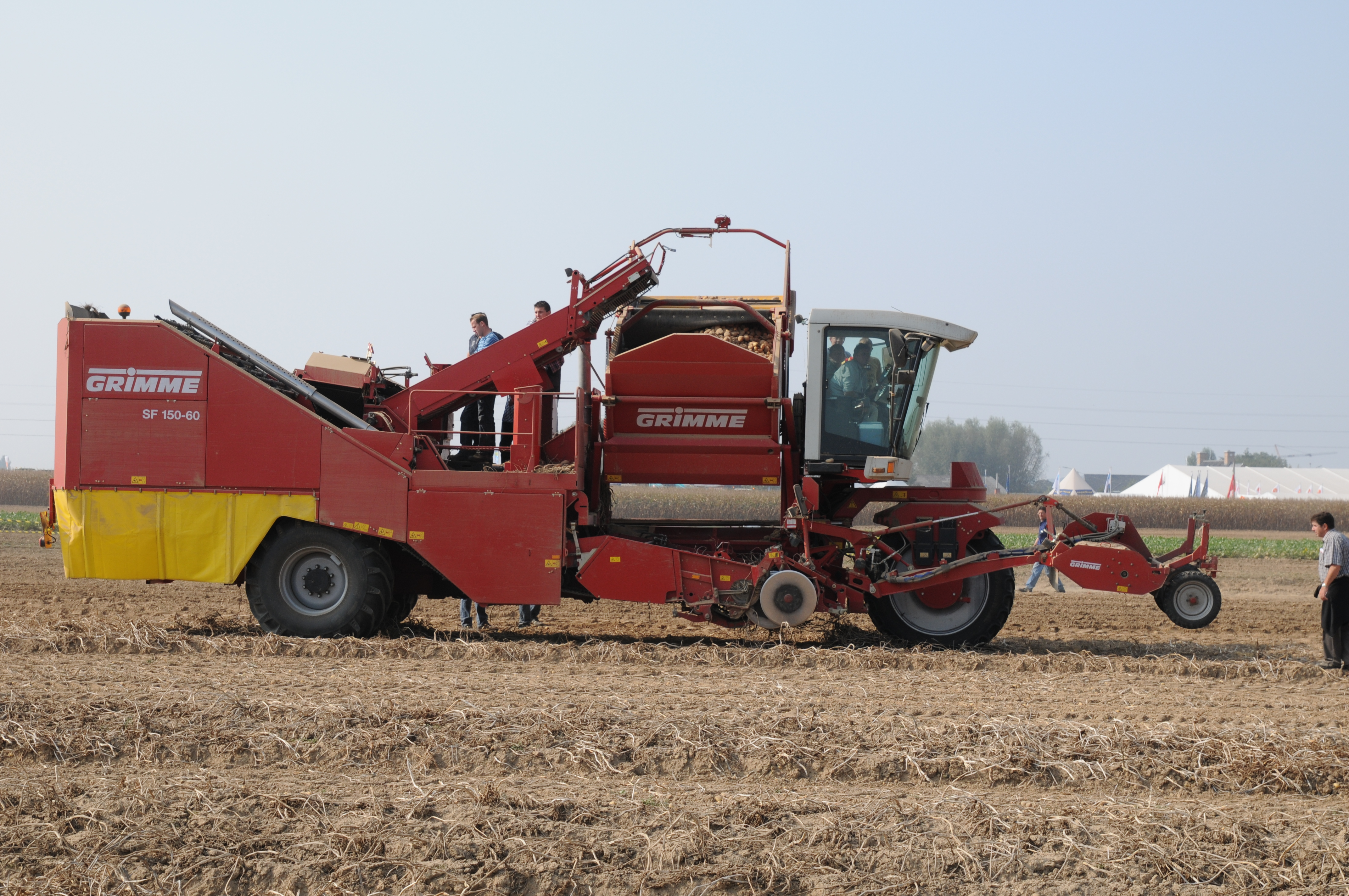
حصادة البطاطس.

حصادة البطاطا هي آلة مخصصة لحصد البطاطا، وتعمل عن طريق حمل المحاصيل الزراعية ورفعها بواسطة رافعة حديدية، ومن ثم يتم تنقيح البطاطس لتكون مهيئة، وتعمل الآلة على غربلة وتقليب التربة، ولها أنواع منها الدوارة والتي تعمل عن طريق الجر إما حيوانات الماشية أو الإنسان، ومنها ما هو مُركب بالجرارة وآلات المركبات.